# Bauska
Bauska (in tedesco Bauske) è un comune della Lettonia di 28 421 abitanti (dati 2009)
La città, attraversata dalla via Baltica è situata alla confluenza dei fiumi Musa e Memele con il fiume Lielupe su un territorio lievemente collinare.

## Storia
Bauska fu fondata dall'Ordine Teutonico nel 1443 e divenne città nel 1609. Dell'epoca della fondazione rimangono le rovine del castello di Bauska. La città è celebre perché nei pressi si trova il Palazzo di Rundāle, un imponente edificio barocco costruito fra il 1736 e il 1767 da Bartolomeo Rastrelli, il celebre architetto del Palazzo d'Inverno di San Pietroburgo.

## Geografia antropica

### Suddivisioni amministrative
Il comune è stato istituito nel 2009 ed è formato dalle seguenti unità amministrative:
- Bauska
- Brunava
- Ceraukste
- Code
- Dāviņi
- Gailīši
- Īslīce
- Mežotne
- Vecsaule